# Phelsuma borai
Espèce
Statut de conservation UICN

 DD  : Données insuffisantes
Statut CITES
Phelsuma borai est une espèce de geckos de la famille des Gekkonidae.

## Répartition
Cette espèce est endémique de la région de Melaky à Madagascar. Elle se rencontre dans le Parc national du Tsingy de Bemaraha.

## Étymologie
Cette espèce est nommée en l'honneur de Parfait Bora.

## Publication originale
- Glaw, Köhler & Vences, 2009 : A new species of cryptically coloured day gecko (Phelsuma) from the Tsingy de Bemaraha National Park in western Madagascar. Zootaxa, n. 2195, p. 61–68 (texte intégral).